# Оґано

36°1′2″ пн. ш. 139°0′31″ сх. д. / 36.01722° пн. ш. 139.00861° сх. д.
Оґа́но (яп. 小鹿野町, おがのまち, МФА: [ogano mat͡ɕi̥]) — містечко в Японії, в повіті Тітібу префектури Сайтама. Станом на 1 жовтня 2008 площа містечка становила 171,45 км². Станом на 1 січня 2009 населення містечка становило 13 900 осіб.